# David Krakauer
David Krakauer (* 22. září 1956) je americký klarinetista. Začínal nejprve s klasickou hudbou a později jazzem; roku 1988 nastoupil do klezmerové skupiny The Klezmatics. V roce 2012 vydal album Pruflas: Book of Angels Volume 18 složené ze skladeb amerického hudebního skladatele a saxofonisty Johna Zorna. Se Zornem spolupracoval již v roce 1992, kdy s ním natočil album Kristallnacht; dále hrál na jeho albu Bar Kokhba (1996). U Zornovo vydavatelství Tzadik Records rovněž vydal řadu alb pod svým jménem.